# Solange Berry
Solange Berry (Charleroi, Bélgica; 6 de junio de 1930 - La Baule-Escoublac, Francia 26 de enero de 2018) fue una cantante belga. Es conocida por sus participación en el Festival de la Canción de Eurovisión en 1958.
En 1958, representó a Luxemburgo en el Festival de Eurovisión con la canción «Un grand amour», que quedó en novena posición (última) —empató con Corry Brokken, que representaba a los Países Bajos con «Heel de Wereld»—.
Berry también participó en la final nacional belga para representar a su país en el Festival de 1960, pero no logró ganar.

## Discografía
- (1955) «Chanson pour tous»
- (1956) «Que sera, sera»
- (1957) «Les Mirettes»
- (1959) «Sous les toits de Paris»
- (1967) «Maintenant, quand vient le printemps»